# Polystachya kermesina
Polystachya kermesina är en orkidéart som beskrevs av Friedrich Fritz Wilhelm Ludwig Kraenzlin. Polystachya kermesina ingår i släktet Polystachya och familjen orkidéer. Inga underarter finns listade i Catalogue of Life.